# Cortale
Cortale (Curtàli in calabrese) è un comune italiano di 1 822 abitanti della provincia di Catanzaro in Calabria.

## Geografia fisica

### Posizione geografica
Centro collinare situato nel Lametino, la sua collocazione permette la contemporanea vista delle coste del mar Ionio e del mar Tirreno, essendo situato esattamente al centro del punto più stretto della Calabria e della penisola italiana, una striscia di terra di circa 30 km che divide i due mari.

### Territorio
Il territorio comunale si estende lungo una lingua di terra che dalla valle dell'istmo di Squillace sale verso sud sino a raggiungere l'area montana limitrofa ai monti Contessa e Covello compresi nelle Serre calabresi. Il paese è attraversato dai torrenti Pesipe e dal suo affluente Pilla. L'area urbanizzata è caratterizzata dal quartiere Basserughe oramai quasi completamente disabitato e Donnafiori più popolato e recente.

### Clima
Il clime è tipicamente appenninico meridionale, moderatamente freddo durante l'inverno ed estati calde siccitose a causa delle scarse precipitazioni durante i mesi estivi e primaverili.

## Storia
Cortale faceva parte dell'antico Feudo di Maida. Le sue origini risalgono ai primi dell'anno 1000 documentate da una lettera di Ruggero I risalente al 6 maggio 1098: il primo villaggio sorse intorno ad un monastero Basiliano i cui confini venivano accuratamente definiti nella suddetta lettera del Duca di Calabria Ruggero I. In seguito Cortale divenne uno dei casali del feudo di Maida che, dal 1272 al 1331, appartenne alla famiglia dei San Licet e poi a diverse casate. Nel 1795 passò ai Ruffo di San Lucido fino al 1806, anno in cui fu abolita, dalle leggi napoleoniche, la feudalità.
Con l'istituzione dei primi comuni, decreto del 1861, Cortale divenne capoluogo del Circondario comprendente Jacurso, Vena di Maida e Caraffa. La parte più antica, Cortale Inferiore, fu distrutta dal terremoto del 1783. In seguito alla catastrofe sismica, che causò centinaia di morti, fu costruita Cortale Superiore, dove si trasferì la maggior parte della popolazione.
Il paese conserva uno dei più antichi centri storici della Calabria. È conosciuto per la pregiata lavorazione della seta, fin dalla coltura del baco. Non a caso le campagne circostanti ospitano numerosi gelseti utili per produrre la seta a partire dalle foglie.

### Simboli
Lo stemma e il gonfalone del comune di Cortale sono stati concessi con decreto del presidente della Repubblica 20 marzo 1984.
Il gonfalone è un drappo troncato di bianco e di azzurro.

## Monumenti e luoghi d'interesse
Lungo la via Cesare Battisti si trova la Chiesa Matrice, costruita nel 1799. L'interno è riccamente decorato da stucchi e affreschi ottocenteschi, opere del celebre pittore Andrea Cefaly. La chiesa è stata oggetto di una lunga e travagliata contesa fra il quartiere più antico Basserughe e quello più recente costruito in seguito al devastante sisma che colpì la Calabria nel 1783. La decisione di nominare chiesa arcipretale la nuova chiesa sorta nel nuovo quartiere Donnafiori dopo il terremoto scatenò aspre lotte, finanche armate, fra il vecchio e antico quartiere Basserughe ed il neonato quartiere Donnafiori. Il vecchio quartiere sosteneva che la titolarità della chiesa arcipretale dovesse restare alla loro chiesa che però doveva essere ancora ricostruita dopo i gravi riportati a causa del violento terremoto del 1783.
Alle porte del centro storico si può osservare la chiesa di San Giovanni (patrono del paese), costruita nel '600. La stessa chiesa che custodisce al suo interno Santa Croce, una croce di pietra calcarea rinvenuta nelle campagne antistanti la chiesa a cui la tradizione popolare riconosce miracolosi benefici. La Santa Croce è stata esposta per qualche tempo al Museo del Louvre di Parigi ed ad una mostra di arte sacra in Vaticano. La Croce è adornata con un drappo impreziosito di oro. Il 2 ed il 3 maggio di ogni anno ricorre la festa di Santa Croce molto sentita e partecipata dai cortalesi e dagli abitanti dei paesi limitrofi.
Infine, percorrendo la Scalinata di Sant'Anna, possiamo osservare l'omonima chiesa. Devastata dal terremoto del 1783, sono rimaste solo alcune rovine. Venne costruita probabilmente nei primi del '600. Qui è stata ritrovata un'iscrizione in alfabeto acheo, risalente al VII secolo a.C.
Nel pieno centro storico del paese possiamo ritrovare altri reperti storici, fra cui:

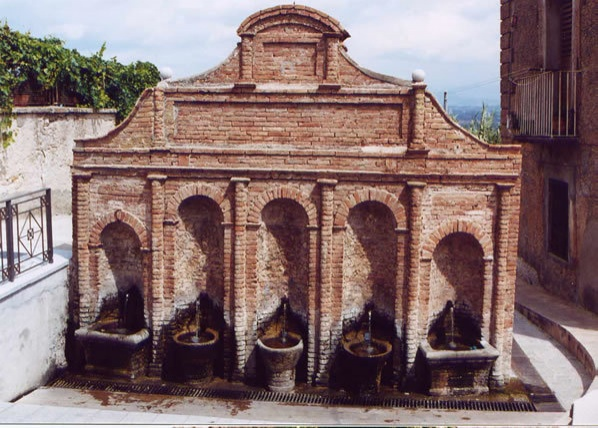
I Cinque Canali

- I Cinque Canali[5]I Cinque Canali, la principale e più antica fontana del paese, costruita nel '500.
- I tre Canali, altra importante fontana, costruita nel 1903 circa.
- Palazzo Gatto, edificato nel 1635.
- Palazzo Ruffo, importante palazzo seicentesco.

Cortale può essere suddivisa in rioni, fra cui il rione Timpa o Timpone, nel centro storico del paese; il rione Basserughe, nella zona pianeggiante; il rione Donnafiori nella parte superiore, costruito poco dopo la seconda guerra mondiale, il rione M'palopiti, termine con cui vengono definite le campagne poco distanti dal centro, ed infine la zona popolare, che si sviluppa intensivamente a ovest di Donnafiori. Vicino a quest'ultimo rione si può osservare la chiesa di piazza Italia, edificata intorno al 1930.
Durante la prima guerra mondiale numerosi ragazzi provenienti da Cortale sono stati chiamati alle armi. Tra questi Raffaele Ieradi si è distinto in modo eroico facendo ritorno dagli Stati Uniti dove era emigrato per arruolarsi volontario. Alla fine della guerra è stato insignito della Medaglia d'Argento al Valor Militare per aver salvato da morte certa il suo capitano durante l'Ottava battaglia dell'Isonzo.

## Società

### Evoluzione demografica
Abitanti censiti

### Tradizioni e folclore
Il 15 agosto di ogni anno in onore del poeta Paolo Vinci viene festeggiato il Festival degli Scordati, idea dell'attore teatrale Gianni Pellegrino.

## Cultura

### Eventi

#### Festival Jazz & Vento
Nel mese di Agosto è consuetudine lo svolgimento del Festival Jazz & Vento. Nel corso delle varie edizioni si sono avvicendati sul palco molti artisti, tra i quali: Ludovico Einaudi, Giorgio Gaslini, Billy Cobham, Stefano Bollani, Gigi Cifarelli, Enrico Rava, Stefano Di Battista, Richard Galliano, Gabriele Mirabassi, Paolo Fresu, Dado Moroni, Gianluca Petrella, Francesco Bearzatti, Fabrizio Bosso, Tino Tracanna, Franco D’Andrea, Fabio Zeppetella, Raffaele Casarano, Francesco Cafiso, Cuong Vu, Danilo Gallo, Luca Aquino, Bireli Lagrene, Brunori Sas, Luca Filastro, Kenny Garret.

## Economia
Paese agricolo, Cortale è rinomato per le "graffiole", dolce tradizionale, e anche per la produzione del suo speciale Fagiolo di Cortale, riconosciuto come prodotto De.C.O. (Denominazione Comunale di Origine). Dal 2020 le cinque varietà di fagioli tipiche di Cortale sono state riconosciute come presidio Slow Food.
Il settore dell'olivicoltura ha un forte impatto sull'economia della zona e diversi giovani imprenditori agricoli propongono il loro prodotto anche all'estero. L'olio extra vergine è prodotto nel comune di Cortale e nei paesi limitrofi con tecniche agricole e produttive che consentono di ottenere un prodotto di qualità pur minimizzando le cure colturali degli ulivi.
Nel comune di Cortale, inoltre, è sorto il primo parco eolico della Calabria.

## Infrastrutture e trasporti
Il comune è interessato dalle seguenti direttrici stradali:
- \2

## Amministrazione
| Periodo        | Periodo        | Primo cittadino    | Partito                                               | Carica  | Note |
| -------------- | -------------- | ------------------ | ----------------------------------------------------- | ------- | ---- |
| 23 aprile 1995 | 13 giugno 1999 | Raffaele Muraca    | lista civica di centro-sinistra                       | sindaco |      |
| 13 giugno 1999 | 13 giugno 2004 | Domenico Melandro  | lista civica di centro-destra                         | sindaco |      |
| 13 giugno 2004 | 7 giugno 2009  | Domenico Melandro  | Alleanza Nazionale                                    | sindaco |      |
| 7 giugno 2009  | 25 maggio 2014 | Francesco Scalfaro | lista civica Indipendente                             | sindaco |      |
| 25 maggio 2014 | 26 maggio 2019 | Francesco Scalfaro | Partito Democratico-Rifondazione Comunista            | sindaco |      |
| 26 maggio 2019 | 9 giugno 2024  | Francesco Scalfaro | Partito Democratico-La Sinistra                       | sindaco |      |
| 9 giugno 2024  | in carica      | Francesco Scalfaro | Rinascita per Cortale-Partito Democratico-La Sinistra | sindaco |      |

### Gemellaggi
- Erba
- Ponte Lambro

## Sport
- Calcio: la squadra locale milita nel campionato di seconda categoria.
- Pallavolo: le squadre locali di volley maschile e femminile militano nel campionato di prima divisione.
- Bocce: la squadra locale vanta numerosi trofei in campo regionale e nazionale.
- Ciclismo: squadra cicloamatoriale Uci.